# 西應浩司
西應 浩司（にしお こうじ）は、日本の芸術工学・空間デザイン学者。大阪工業大学ロボティクス&デザイン工学部空間デザイン学科教授。工学博士（京都工芸繊維大学）。元日本学術振興会特別研究員。大阪市役所菅細工PR映像制作業務委託公募選定委員会2019審査委員。
専門は、芸術工学・デザイン思考・デザイン論、建築/空間デザイン・環境デザイン・都市計画、人間工学（視覚行動・レジビリティ、脳波など）。

## 略歴
1990年大阪芸術大学芸術学部建築学科卒業。京都府立大学大学院生活科学研究科修士課程修了。2000年京都工芸繊維大学大学院工芸科学研究科博士後期課程修了、工学博士（京都工芸繊維大学）。日本学術振興会特別研究員などを経て、大阪工業大学工学部空間デザイン学科に着任。2008年同学科講師。2015年同学科准教授。2017年ロボティクス＆デザイン工学部空間デザイン学科教授。
2014年にはデザイン思考教育を展開するスタンフォード大学から講師を迎えたデザイン思考の学内ワークショップに参加している。
主な所属学会は、日本デザイン学会、日本建築学会、日本都市計画学会、人間・環境学会、イノベーション教育学会。
主な受賞は、日本建築学会奨励賞(2002)。

## 主な研究
- 人間の視覚行動からみた都市空間の設計基準：空間デザイン[3]。
- 岡山駅地下空間「岡山一番街」における問題調査：環境デザイン
- 経路探索時における地下街の空間認知に関する基礎的研究 〜 大阪駅南地区地下街を事例として[4]：都市環境計画
- 空間的サインの性質と認知特性に関する実験的検討 - 空き地とランドマークの違いについて
- 神戸市高取山からの都市眺望景観把握時の認知特性に関する研究：人間工学

デザイン思考・空間デザイン学の対外啓蒙活動として、新エネルギー・産業技術総合開発機構(NEDO)主催「先端技術分野等に係る講座 〜 ロボットの社会実装におけるイノベーション創出人材育成」2017で講師（テーマ：空間デザインによる地域活性化）を行っている。また、産学連携としてデザイン会社スペースとの「空間デザイン共同講評会」をサポートしている。